# 钟发生
钟发生（1914年—2009年1月21日），江西瑞金县人，中华人民共和国政治人物、中国人民解放军少将。

## 生平
1934年，参加中国工农红军，次年加入中国共产党。第一次国共内战期间，先后任红1军团排长、连长。抗日战争时期，先后任八路军第115师随营学校区队长、师警卫连连长、特务营营长，八路军总部特务团副营长、营长，冀中军区第16团参谋长、副团长，第129师特务营营长，太行军区第七军分区3团团长。参加了百团大战。
第二次国共内战期间，任中原军区第1纵队第1旅2团团长。1948年5月任晋冀鲁豫野战军第13纵队第39旅旅长，曾在晋中战役，成功伏击国民党第7集团军总司令兼山西野战军总司令赵承绶部3万余人，生俘赵承绶等人。1949年4月，任第61军183师师长。
中华人民共和国成立后，先后任师长兼达县军分区司令员，中国人民志愿军第60军181师师长。1954年9月，任副军长。1961年，授予中国人民解放军少将军衔。1965年2月，任江苏省军区副司令员，后任南京军区副参谋长等职。曾获三级八一勋章、二级独立自由勋章、二级解放勋章。1988年，获一级红星功勋荣誉章。2009年1月21日，因病逝世。